# Yohannes Haile-Selassie
Yohannes Haile-Selassie, né le 23 février 1961 à Adigrat, dans la province du Tigré, en Éthiopie, est un paléoanthropologue éthiopien. Il est l'auteur de nombreuses découvertes majeures de fossiles d'Hominina dans la vallée de l'Awash, qui forme la partie nord de la vallée du Grand Rift, en Éthiopie. Plusieurs de ses découvertes ont conduit à la description de nouvelles espèces. Yohannes Haile-Selassie exerce son activité académique aux États-Unis.

## Biographie
Yohannes Haile-Selassie a été conservateur du département d'anthropologie physique du Musée d'histoire naturelle de Cleveland (en) de 2002 à 2021. Il est aujourd'hui directeur de l'Institute of Human Origins (en) à l'université d'État de l'Arizona. Depuis la fondation de cet institut en 1981, il en est le troisième directeur, après les paléoanthropologues américains Donald Johansson et William Kimble.